# 翁鈺鈞
翁鈺鈞（1989年9月27日—），暱稱后里小鄧麗君，臺灣臺語女歌手，出生於嘉義縣義竹鄉，成長於臺中市后里區，出道前常駐於臺中市大里區「康橋水岸公園」演出。2020年11月參加三立台灣台《超級紅人榜》，期間適逢COVID-19疫情影響而延長賽期，於2022年1月衛冕成為該節目第十位成功闖關闖過廿關的歌手，並獲南華大學第九屆傑出校友。

## 簡歷
翁鈺鈞自小喜好歌藝，在學時主修鋼琴副修長笛，喜愛自習多項樂器，2012年大學時期發表畢業論文「雲林縣褒忠鄉花鼓陣的研究及比較」，2015年以「台中市后里區九甲戲的傳承與發展之研究」取得 南華大學民族音樂學系碩士，2010年9月起在台中市「台灣優律思美學校」擔任鋼琴伴奏以及樂理和合唱指導老師，並擔任賴心詩老師的專業講演者一職，復於中國、日本、歐洲等各地的教學及演出，平時除了教學，也不定期參與公益及表演活動。業餘休閒在2018年起長期於台中市大里區「康橋水岸公園」展開街藝演唱 ，擁有許多歌迷，隨後於2020年報名三立台灣台《超級紅人榜》網路海選通獲參賽，期間適逢新冠肺炎疫情影響而延長賽期，累至2022年1月衛冕為該節目第十位成功闖關廿關，也是青春組第三位過關的歌手 。翁同時也獲南華大學第九屆傑出校友之殊榮，並回母校演講分享成功歷程。
翁鈺鈞參賽初期，即獲評審詹雅雯讚譽其歌聲有畫面感，她用自己的聲音，唱出自己也唱出感動，除了會歌唱舞蹈及演奏多項樂器，歌聲和形貌也似鄧麗君，因此翁也擁有「小鄧麗君」的美稱。
翁鈺鈞父母雖曾反對其學音樂，但她堅持唱出喜樂，在17關前哨戰前說出心中最大夢想，希望有一天能衛冕過關帶弟弟上這個舞台分享她的榮耀。2022年1月2日的20關地獄魔王車輪戰，翁鈺鈞演唱阿吉仔的《同心行同路》，評審詹雅雯在超級紅人榜及原唱者阿吉仔在超級夜總會都讚譽唱得比他還要好，該賽曲與康橋之再釋唱，也為翁曲在YouTube頻道中最高點閱數之歌曲 ，打動許多台灣人的心弦，獲得眾多的好評。而最後一關末曲，翁取張宇《一腳淺拖》，道盡來台北參賽的艱辛奮鬥歷程，感動觀眾和評審，獲得24.55分(滿分為25分)的高分贏得寶座，圓夢成功，當天收視率4.08更是該時段有線電視收視率之冠。而比賽衛冕為該節目第10位成功闖關20關之同時，唱片製作人潘芳烈老師也肯定其表現，並當場承諾幫翁之專輯來填作詞曲。翁鈺鈞談到衛冕成功的心情，感謝南華大學的栽培，讓其在大學及研究所時光，累積音樂專業，也希望朝音樂創作者的目標努力邁進。

## 音樂作品

### 臺語單曲
| 年份   | 演唱者 | 歌名       | 詞     | 曲            | 備註                               |
| ------ | ------ | ---------- | ------ | ------------- | ---------------------------------- |
| 2022年 | 翁鈺鈞 | 欲嫁女人心 | 蕭昱峋 | 翁鈺鈞 吳俊徹 | 10月9日首次介紹演唱 12月16日發行MV |
| 2023年 | 翁鈺鈞 | 萬興媽祖   | 蕭家仁 | 江志豐        | 放音樂唱片 5月26日發行             |

### 臺語專輯
| 發行日期      | 專輯名稱     | 唱片公司 | 曲目 |
| 2024年1月31日 | 《異想世界》 | 動脈音樂 | 曲目 1. 青春夢 2. 猶有我 3. Call Call Call 4. 離開是愛的開始 5. 換汝共我作伴 6. 無顧一切（三立台灣台《天道》連續劇插曲） 7. 好情話 8. 帶你做陣飛 9. 欲嫁女人心 10. 一點點 |

## 外部連結
- 翁鈺鈞的Facebook專頁
- 翁鈺鈞的Instagram帳戶